# روبرت أردن
روبرت أردن (بالإنجليزية: Robert Arden)‏ هو ممثل أمريكي، ولد في 11 ديسمبر 1922 بلندن في المملكة المتحدة، وتوفي بنفس المكان في 25 مارس 2004.

## أعمال

### أفلام
- (1955) السيد أركيدين

## وصلات خارجية
- روبرت أردن على موقع IMDb (الإنجليزية)
- روبرت أردن على موقع قاعدة بيانات الفيلم (الإنجليزية)